# Lablab purpureus
Espèce

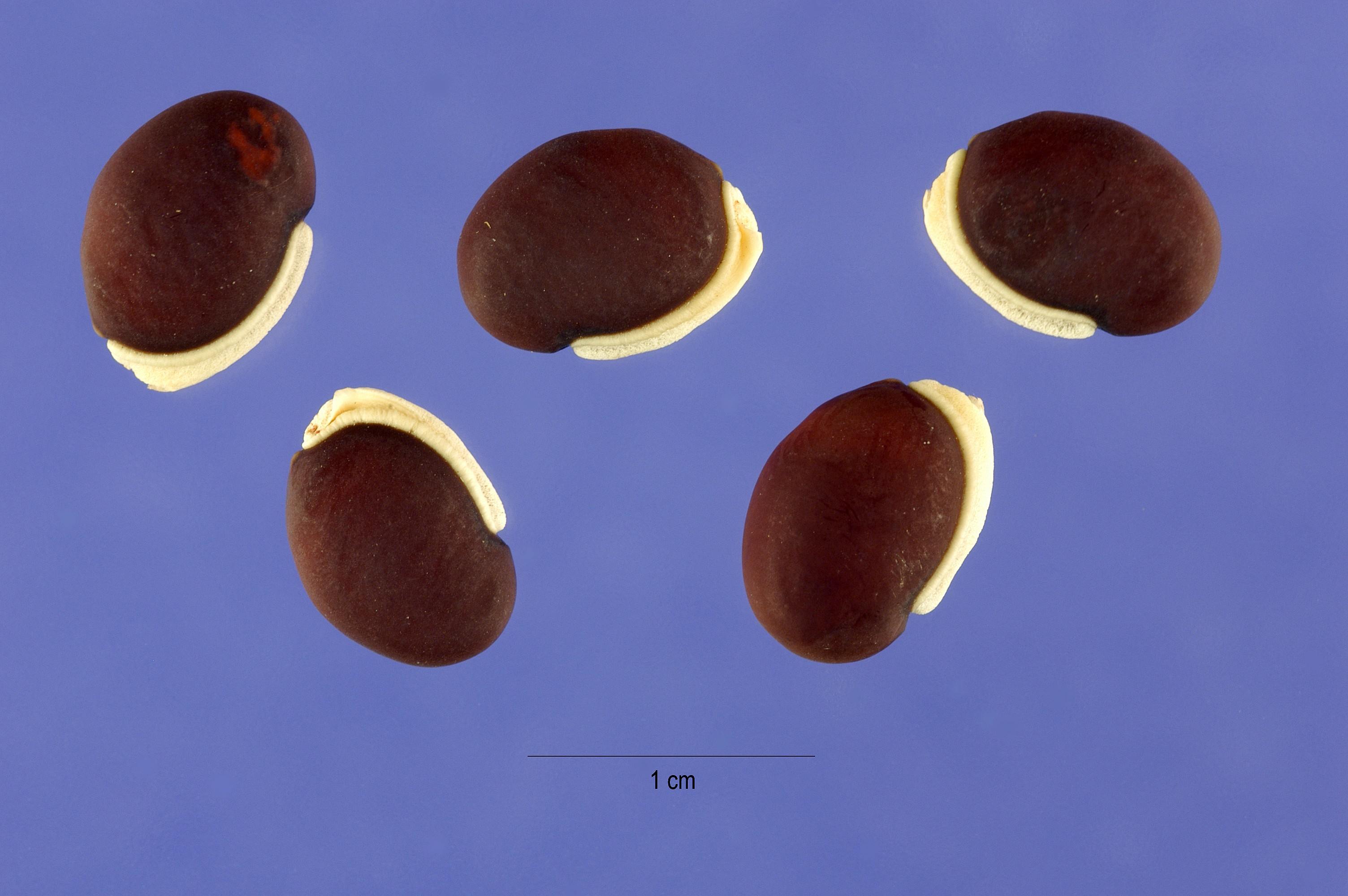
Graines de lablab pourpre.

Lablab purpureus, syn. Dolichos lablab L., Dolichos purpureus L., Lablab niger Medikus, Lablab lablab (L.) Lyons, Vigna aristata Piper, et Lablab vulgaris, L., Savi), le lablab, également appelé pois antaque ou zantac à La Réunion, ou pois boucoussou ou dolique d'Égypte, est une espèce de plantes à fleurs de la famille des Fabaceae (légumineuses) qui est largement répandue comme plante alimentaire dans les régions tropicales, notamment en Afrique. Le lablab a un port grimpant et produit des fleurs violettes et des gousses aux graines colorées d'un violet brillant éclatant. 

## Variétés

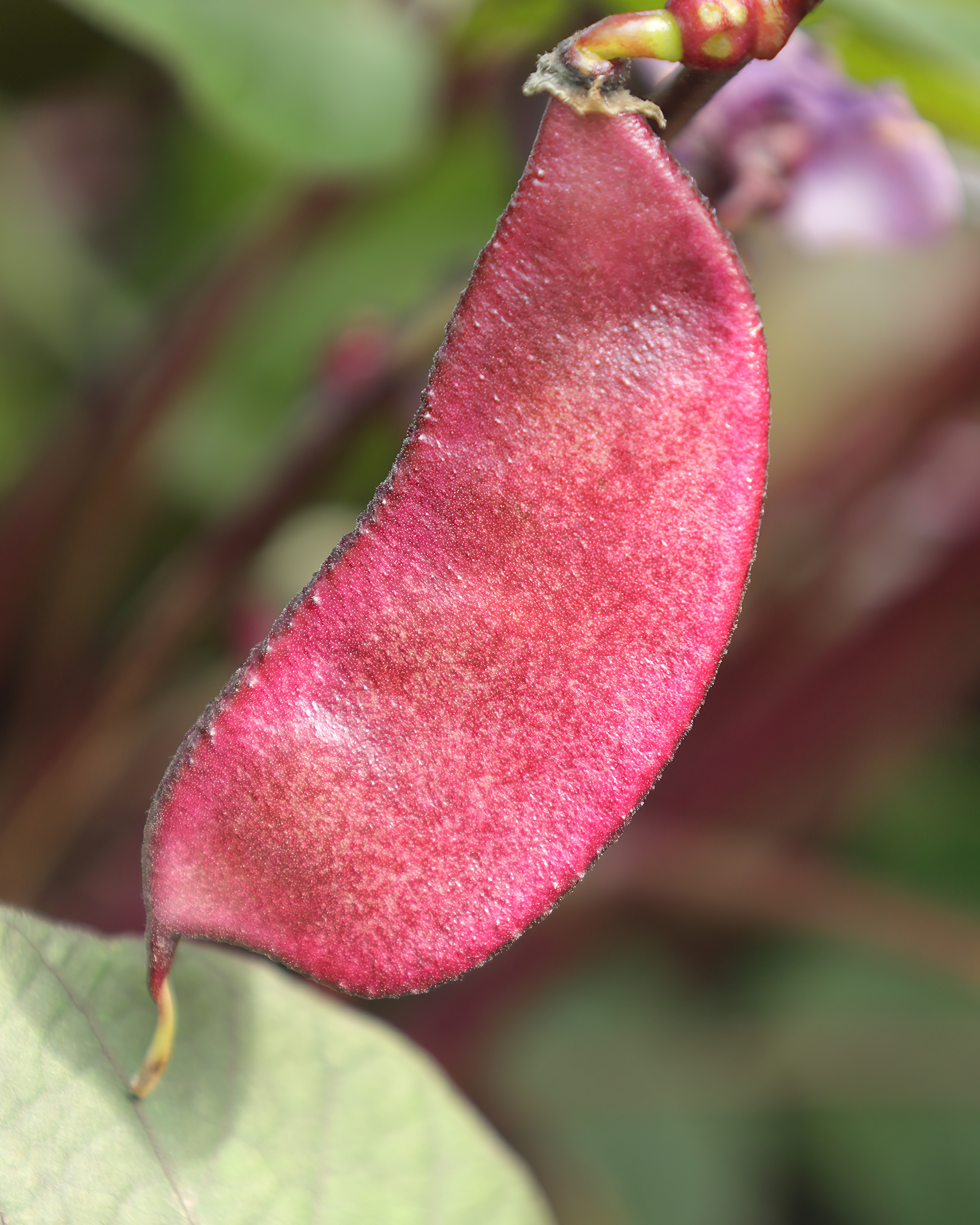
Gousse colorée.

L'espèce étant très variable, on distingue 3 groupes :
- Groupe Lablab à graines dont l'axe long est perpendiculaire à la suture de la gousse à maturité. Appelés papri ou popetti en hindi;
- Groupe Ensiformis à graines dont l'axe long est oblique à la suture de la gousse à maturité et à gousses indéhiscentes. Appelés sem ou seim.
- Groupe Bengalensis à graines dont l'axe long est parallèle à la suture de la gousse à maturité et à gousses indéhiscentes. Appelés val ou valor.

## Utilisations
Toutes les parties feuilles, fleurs, gousses, graines et racines sont comestibles. Les gousses et graines sèches sont toxiques du fait de leur haute concentration en glucosides cyanogènes, et ne peuvent être consommées qu'après une cuisson prolongée. Plante alimentaire traditionnelle en Afrique, ce légume peu connu présente un potentiel intéressant pour améliorer la nutrition, renforcer la sécurité alimentaire, favoriser le développement rural et soutenir l'aménagement durable du territoire.
Le lablab est aussi cultivé comme fourrage et plante ornementale. Il est cultivé aux États-Unis comme plante protéagineuse associée au maïs-fourrage. Comme il s'enroule autour du maïs le mélange est plus facile à récolter qu'un maïs-soja.
En outre, cette espèce est aussi citée comme plante médicinale et toxique,.
Cette plante est un bon choix pour constituer rapidement un écran sur un grillage ou une clôture. Elle pousse vite, a de belles fleurs odorantes qui attirent les papillons et les oiseaux-mouches.

## Liens externes

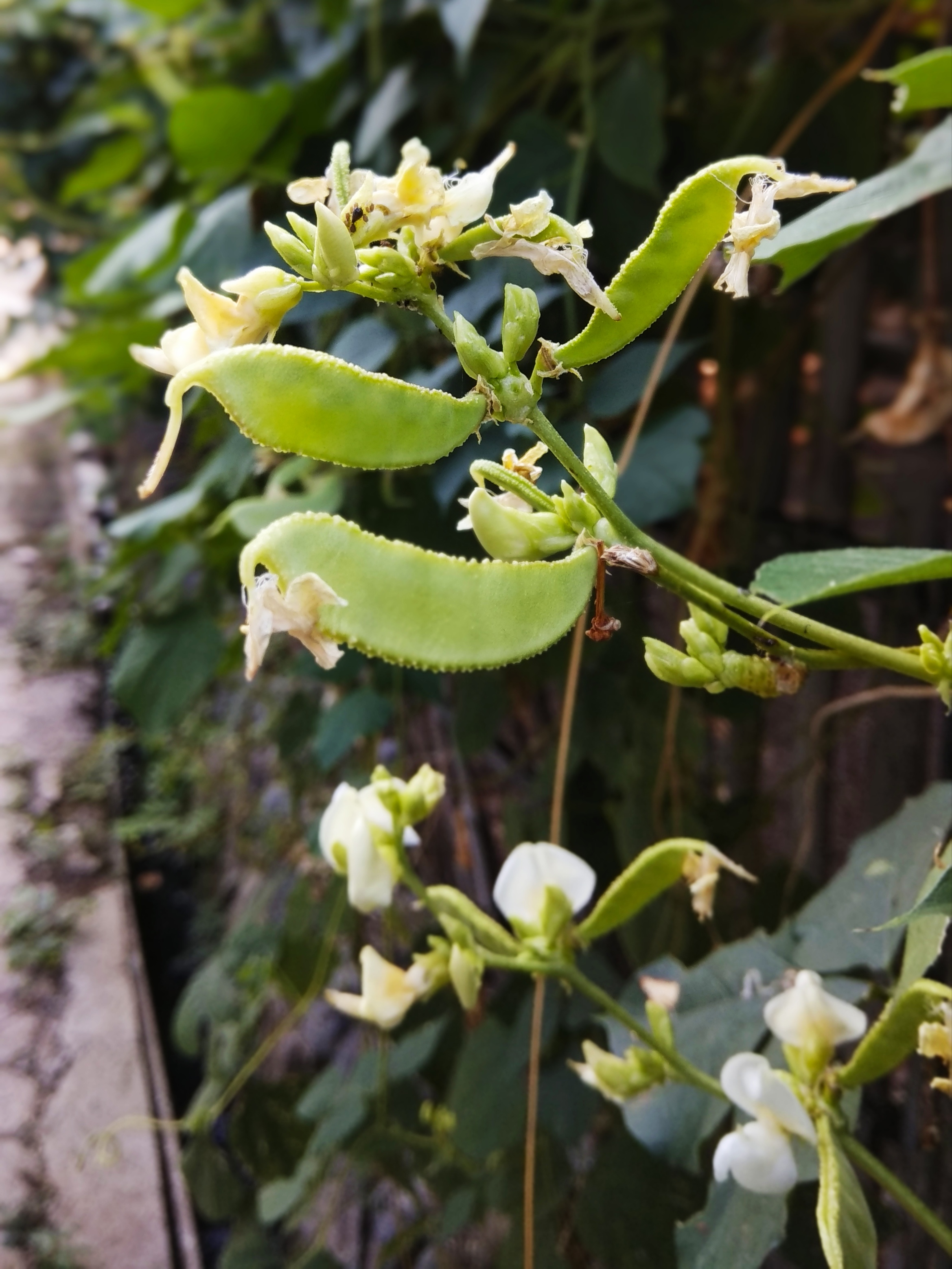
Fleurs et gousses.